# Оттерфинг
Оттерфинг (нем. Otterfing) — община в Германии, в земле Бавария. 
Подчиняется административному округу Верхняя Бавария. Входит в состав района Мисбах.  Население составляет 4519 человек (на 31 декабря 2010 года). Занимает площадь 18,40 км².
Коммуна подразделяется на 5 сельских округов.